# الحدب (أفلح اليمن)

تعديل مصدري - تعديل

الحدب هي إحدى قرى عزلة جياح بمديرية أفلح اليمن التابعة لمحافظة حجة، بلغ تعداد سكانها 412 نسمة حسب تعداد اليمن لعام 2004.